# Арктическа цианея
Арктическите цианеи (Cyanea capillata) са вид същински медузи от семейство Cyaneidae.
Таксонът е описан за пръв път от Карл Линей през 1758 година.